# La banda timbiriche (canción)
«La banda timbiriche» es el primer sencillo del disco número dos de la banda mexicana Timbiriche. La canción fue lanzada en el año de 1982, y es el día de hoy una de las canciones más recordadas, y emblemáticas ya que la canción habla en si, del grupo.
Es una de las primeras canciones, donde dejaron el uniforme atrás, la canción es interpretada por todos los miembros originales,(excepción de Ericik que aún no era parte de la banda).

## Video
El video comienza con un espectáculo de juegos pirotécnicos, y comienzan cantando todos, describiendo lo que son en la banda como "De los 6 yo soy el jefe".

## Canción
La canción habla sobre la banda, sobre la descripción que recibe

## Posicionamiento
| Listas (2006-2007)               | Posiciones |
| -------------------------------- | ---------- |
| Latin America Top 100            | 26         |
| México Top 100                   | 10         |
| España Hot 100                   | 12         |
| U.S. Billboard Latin Pop Airplay | 26         |